# Sphoeroides greeleyi
Sphoeroides greeleyi är en fiskart som beskrevs av Gilbert 1900. Sphoeroides greeleyi ingår i släktet Sphoeroides och familjen blåsfiskar. Inga underarter finns listade i Catalogue of Life.